# София Фракийская
София Фракийская — христианская святая. Память 4 июня ст. стиля.
Святая София родилась во фракийском городе Эн (Aenus), что в горах Родопских, и была матерью 6 детей. Будучи занята многими мирскими заботами и обязанностями, она всегда хранила заповеди Божии и жила добродетельной жизнью.
После того, как её дети умерли, она стала приемной матерью для детей-сирот, а также помощницей вдовам. Она продала своё имущество, раздала деньги бедным и стала вести строгую жизнь, вкушая лишь хлеб и воду.
«По её смирению и любви к бедным, Бог благословил её следующим образом. В её доме был сосуд вина, которое она держала для бедных. Она заметила, что независимо от того, сколько вина не осталось бы в сосуде, он вскоре снова будет полным. Однако, как только она рассказала кому-то об этом чуде и прославили Бога, сосуд опустел. Св. София опечалилась, считая, что вина иссякло из-за её недостоинств. Поэтому она стала усугублять свою до тех пор, пока не пострадало её здоровье».
Чувствуя, что приближается конец её земной жизни, святая София приняла постриг и отошла ко Господу в возрасте 53 лет.